# Topoľčany
Topoľčany (Ausspracheⓘ; vor 1920 Veľké Topolčany – bis 1927 Topolčany; deutsch [Groß-]Topoltschan, ungarisch Nagytapolcsány – bis 1882 Nagytapolcsán) ist eine Stadt in der Westslowakei mit 23.985 Einwohnern (Stand 31. Dezember 2024) und gibt dem Okres Topoľčany seinen Namen.
Eine gängige Bezeichnung für die Einwohner der Stadt ist žochári (Sg. žochár, abgeleitet von žoch – Bezeichnung für einen Sack voll Wolle).

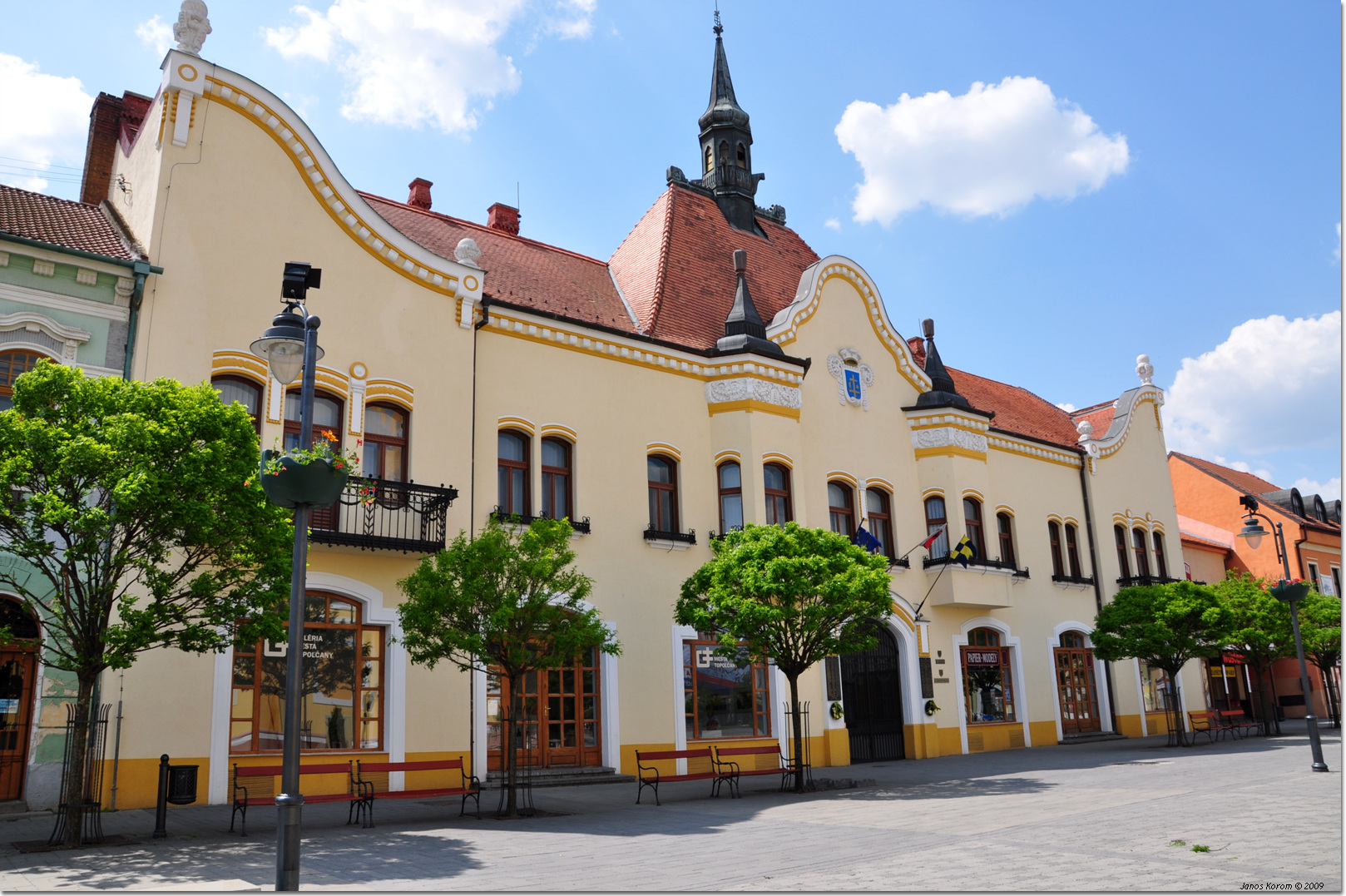
Das Rathaus von Topoľčany

## Geographie
Topoľčany liegt im oberen Nitratal, genauer im oberen Donauhügelland (Teil des slowakischen Donautieflands), eingebettet zwischen dem Inowetz und dem Tribetzgebirge und besteht aus den Ortsteilen Topoľčany, Malé Bedzany (Klein-Bulgyin/Kleinbedsan) sowie Veľké Bedzany (Groß-Bulgyin/Großbedsan) (beide 1971 eingemeindet). Die Stadt ist zwischen der östlich fließenden Nitra und seinem im Süden der Stadt mündenden Zufluss Chotina gelegen. Das Stadtzentrum liegt auf einer Höhe von 174 m n.m. und ist 36 Kilometer von Nitra sowie 108 Kilometer von Bratislava entfernt (Straßenentfernung).
Die folgenden Angaben beziehen sich auf die Luftlinie zum nächsten Ortszentrum und die Entfernungen sind auf halbe Kilometer kaufmännisch gerundet. Städte sind fett hervorgehoben.
| Tovarníky, Nové Mesto nad Váhom 2,5 km, 33,5 km | Norovce, Bánovce nad Bebravou 8,5 km, 19 km | Krušovce, Prievidza 4,5 km, 41 km    |
| Nemčice, Piešťany 4 km, 25 km                   | Kompassrose, die auf Nachbargemeinden zeigt | Práznovce, Partizánske 3 km, 16,5 km |
| Chrabrany, Hlohovec 3,5 km, 31 km               | Nitrianska Streda, Nitra 4 km, 28 km        | Solčany, Zlaté Moravce 3 km, 25,5 km |

## Geschichte
Der Ort wurde 1173 erstmals urkundlich als Tupulchan/Tapolchan (aus dem slowakischen topoľ „Pappel“) erwähnt. Mitte des 13. Jahrhunderts kamen einige Deutsche in die Stadt; in gleicher Periode erlangte das Geschlecht Csák den Besitz der Stadt. Die dazugehörende Burg wurde auf Grund der flachen Landschaft verhältnismäßig weit von der Stadt im Inowetz errichtet, bei der heutigen Gemeinde Podhradie. Nach dem Tod von Matthäus Csák im Jahr 1321 war sie bis 1389 im königlichen Besitz und wird 1334 zum ersten Mal als Stadt erwähnt. Aber auch nach einer Donation von Sigismund von Luxemburg blieb Topoltschan weiterhin ein bekannter Marktflecken. 1431–1434 beherrschten die Hussiten die Stadt mit der Gegend und organisierten verschiedene Streifzüge, die erst mit einer Lösegeld-Auszahlung endeten und die 1435 die Gegend wieder verließen. Aber auch antihabsburgische Aufstände und Angriffe der Türken im 16. und 17. Jahrhundert verheerten die Stadt beträchtlich. Im 15. Jahrhundert gab es im Ort eine bekannte Glockengießerei, später wurde die Stadt zum Zentrum des Safranhandels und es entwickelte sich ein lebhaftes Handwerkertum. Weiter begünstigt wurde die Entwicklung durch den Einfluss der jüdischen Gemeinde auf die Geschicke der Stadt im 18. Jahrhundert, wodurch die Handelsbeziehungen noch weiter ausgebaut wurden. Die Grafen Matuschka führen seit dem 18. Oktober 1519 das, auf die Burg Topol´cany zurückzuführende, Prädikat "von Topolcan" (heute: Graf von Matuschka, Freiherr von Toppolczan und Spaetgen).
Auch während der Industrialisierung des 19. Jahrhunderts war die Stadt eher von Landwirtschaft und Handel geprägt. 1870 wurde eine Zuckerfabrik fertiggestellt, die sich an die schon vorher entwickelnde Lebensmittelindustrie anschloss. 1882 wurde der Eisenbahnabschnitt nach Neutra feierlich eröffnet.
Nach dem Ende des Zweiten Weltkrieges kam es im Ort am 24. September 1945 zu einem Pogrom gegen die im Ort verbliebene jüdischen Bevölkerung, dem sogenannten Pogrom von Topoľčany.

## Bevölkerung
| Jahr                | 1994   | 2004     | 2014    | 2024    |
| ------------------- | ------ | -------- | ------- | ------- |
| Anzahl der Personen | 32.156 | 28.728   | 26.421  | 23.985  |
| Unterschied         |        | −10,66 % | −8,03 % | −9,21 % |

| Jahr                | 2023   | 2024    |
| ------------------- | ------ | ------- |
| Anzahl der Personen | 24.086 | 23.985  |
| Unterschied         |        | −0,41 % |

Auszug aus den Ergebnissen der Volkszählung 2001 (14.366 Einwohner):
| Nach Ethnie: - 97,86 % Slowaken - 0,92 % Tschechen - 0,20 % Magyaren - 0,19 % Roma/Sinti | Nach Religion: - 82,94 % römisch-katholisch - 11,34 % konfessionslos - 2,82 % evangelisch - 1,84 % keine Angabe |

## Sehenswürdigkeiten
- katholische Kirche von 1740, nach Zerstörung bis 1802 erneuert
- Schloss von Tovarníky, Renaissancebau von 1600–1610
- Ruine der Burg Topoltschan nordwestlich der Stadt im Inowetzgebirge, oberhalb der Gemeinde Podhradie

## Persönlichkeiten
- Jozef Marko (1923–1996), Fußballspieler und Fußballtrainer
- Rudolf Vrba (1924–2006), kanadischer Professor und Überlebender des Holocaust
- Robert J. Büchler (1929–2009), jüdischer Historiker und Friedensaktivist, Holocaust-Überlebender
- Rudolf Sivák (* 1955), Rektor der Wirtschaftsuniversität Bratislava
- Miroslav Siva (* 1961), Fußballspieler
- Robert Fico (* 1964), Ministerpräsident der Slowakei
- Gabriela Sedláková (* 1968), Mittelstreckenläuferin
- Miroslav Šatan (* 1974), Eishockeyspieler
- Tibor Melichárek (* 1976), Eishockeyspieler
- Boris Peškovič (* 1976), Fußballspieler
- Ľubomír Višňovský (* 1976), Eishockeyspieler
- Mário Breška (* 1979), Fußballspieler
- Daniel Valo (* 1979), Handballspieler
- Viera Schottertova (* 1982), Model
- Denisa Dvončova (* 1988), Model
- Juraj Valach (* 1989), Eishockeyspieler
- Matúš Mikuš (* 1991), Fußballspieler
- Barbora Balážová (* 1992), Tischtennisspielerin
- Matej Paulovič (* 1995), Eishockeyspieler
- Mário Grman (* 1997), Eishockeyspieler

## Städtepartnerschaften
| - Artern, Deutschland - Einbeck, Deutschland - Hlohovec, Slowakei - Jászberény, Ungarn - Levice, Slowakei - Luhačovice, Tschechien - Mazingarbe, Frankreich - Prilep, Nordmazedonien - Rybnik, Polen |

## Sport
- HC Topoľčany, 1934 gegründeter Eishockeyclub, der in der zweitklassigen 1. Liga spielt.